# 匈牙利王国 (1526年—1867年)
哈布斯堡匈牙利是指1526-1867年间於哈布斯堡王朝統治下的匈牙利王國歷史，雖然屬於奧地利的哈布斯堡君主所掌管的領土，但不屬於同為哈布斯堡王朝統治的神圣罗马帝国的一部份。1804年，由於神聖羅馬帝國的解體，於是该王国正式被納入新生的奧地利帝國之中，并經由1867年的奥匈折衷方案獲得最終獨立，与奥地利合稱為奥匈帝国。
1526年，匈牙利国王拉约什二世在第一次摩哈赤战役中战死，随后奥斯曼帝国与哈布斯堡君主国分别占领了匈牙利的领土。同年11月10日，匈牙利各阶层在塞克什白堡召开国王，他们援引于1505年国会上通过的《拉科什决议》（尽管该决议由于未获时任国王乌拉斯洛二世签署而未能成为法律），其中规定只有在匈牙利出生的人才有权被选举成为国王，并因此一致选举在相当长一段时间里获绝大多数贵族支持的绍波尧伊·亚诺什为匈牙利国王，且在翌年召开的布达国会中，除了被奥斯曼和斐迪南一世控制的州没派出代表外，匈牙利各州都派出了代表参加，宣布斐迪南一世不应被视作匈牙利国王，即便是两个王朝之间的婚约，也不能将匈牙利国家当做“联姻赠礼”转赠，并要求斐迪南一世撤出其占领的匈牙利领土，应共同对付奥斯曼的威胁，而不是对匈牙利发动战争。哈布斯堡王朝则扶持时任奥地利大公斐迪南一世为匈牙利国王。两者都声称拥有整个匈牙利王国的继承权，匈牙利王国陷入分裂。这一局面直到1570年才结束，亚诺什一世的儿子扎波尧伊·亚诺什·西吉斯蒙德宣布退位，并将匈牙利王位交给哈布斯堡的统治者，神圣罗马皇帝马克西米利安二世。
早期，哈布斯堡统治下的匈牙利被称为“匈牙利王国”或“皇家匈牙利”。皇家匈牙利实质是第一次摩哈赤战役后奥斯曼帝国所占领的领土。哈布斯堡重夺此地后，为保持其法律传统而没有改变行政编制。然而此地事实上是哈布斯堡直辖的一个省份。马扎尔贵族迫使维也纳承认匈牙利是哈布斯堡领地内的一个特别组成部分，以保证匈牙利原有的法律继续实施。然而，匈牙利史学家指出王国分裂时期的特兰西瓦尼亚才是中世纪匈牙利王国法理上最直接的继承者。
1699年，大土耳其战争结束。战后签订的卡尔洛夫齐条约，迫使鄂圖曼几乎放弃了所有鄂圖曼属匈牙利的领土，这些领土随后与哈布斯堡匈牙利合并。一个坐落于普雷斯堡的匈牙利议会在名义上统治着匈牙利，但实际权力已被维也纳方面全數架空。匈牙利一直不滿哈佈斯堡的統治，18世纪初爆發了拉科齊獨立戰爭，再於19世紀中葉爆發了1848年匈牙利革命。隨著奧地利在普奧戰爭中失敗，匈牙利王国的在奧地利帝國體內的重要性開始迅速提高，因此兩國放下歧見，共組奧匈帝國。